# Orthomorpha festae
Orthomorpha festae är en mångfotingart som beskrevs av Filippo Silvestri 1896. Orthomorpha festae ingår i släktet Orthomorpha och familjen orangeridubbelfotingar. Inga underarter finns listade i Catalogue of Life.